# John Snow
John Snow (født 15. marts 1813 i York, død 16. juni 1858 i London) var læge i London. Igennem hele sin karriere var han skeptisk over for den fremherskende miasmateori. En hypotese om, at personer blev syge på grund af "dårlig luft" i deres omgivelser. I forbindelse med kolera-udbrud i London i 1849 og 1854 viste han med geografisk statistik, at udbruddet var knyttet til vandforsyningen og ikke luften. På trods af, at Snow ikke kunne vise, hvorfor vandet var farligt, grundlagde han alligevel den moderne hygiejniske sygdomsbekæmpelse. 
Kolerabakterien bliver opdaget i Firenze af Filippo Pacini i 1854, men druknede i samtidens tro på miasmer. Først efter Snows død bliver det alment vist af Robert Koch, at kolera skyldes en vandlevende bakterie.
Snow blev begravet på Brompton Cemetery.

## Reflist
1. 1 2  Britannica om John Snow, hentet d. 31. januar 2020
2. ↑  John Snow Society Arkiveret 18. januar 2020 hos  Wayback Machines biografi om John Snow, hentet d. 31. januar 2020
3. ↑  BBC om John Snow, hentet d. 31. januar 2020
4. ↑  "John Snow". Gravsted.dk. Hentet 7. august 2025.